# Zorra (пісня Nebulossa)
«Zorra» (укр. Лисиця) — пісня іспанського гурту Nebulossa, з якою вони представляли Іспанію на Пісенному конкурсі Євробачення 2024 в Мальме, Швеція після перемоги на національному відборі Benidorm Fest 2024. Пісня досягла п'ятого місця в чартах Іспанії та здобула Золоту сертифікацію.

## Про пісню
Назва пісні, повторювана кілька разів у тексті, буквально означає «лисиця» (тобто самка лисиці), але також пов'язана з вульгарними конотаціями, оскільки в іспанському сленгу вона частіше використовується як «сука» або «повія». Тому саму пісню ставили під сумнів як потенційне порушення правил Євробачення. Однак Європейська мовна спілка, відповідальна за організацію та нагляд за конкурсом, пояснила в публічній заяві El País, що використання слова не є порушенням правил.
Слово zorra було пояснено у Wiwibloggs як «один із найбільш кричущих випадків вбудованого сексизму в іспанську мову» — евфемістичне значення чоловічого еквівалента zorro має позитивні конотації, тоді як zorra найчастіше використовується як женоненависницька образа. Пісня — з її темою розширення прав і можливостей жінок — використовує це та намагається рекультивувати образу, а текст «Zorra» критикують насамперед ті, хто негативно ставиться до жінок за все, і не приймають атрибути жіночої незалежності, які можна назвати zorra. Останній рядок першого куплету — «Cambiar por ti me da pereza», тобто «Не можу турбуватися про зміну [себе] для вас».
7 лютого 2024 року в RTVE оголосили, що офіційна назва пісні англійською мовою буде «Vixen», а Nebulossa випустили музичне відео з офіційним текстом англійською мовою, у якому zorra перекладається як «лисиця». Офіційні переклади пісні також були випущені французькою, німецькою, італійською та шведською мовами.

### Музичне відео
Музичне відео на пісню містить згадки про трансгендерну співачку та політикиню Мануелу Трасобарес, яка була позначена негативними стереотипами зорри, а також містить відтворення культового моменту 1990-х років, коли Трасобарес кидає склянку на підлогу під час ток-шоу, закликаючи до звільнення жінок. Nebulossa також згадували цей момент після свого виступу у фіналі Benidorm Fest.

## Пісенний конкурс Євробачення 2024

### Benidorm Fest 2024
Nebulossa з піснею «Zorra» брали участь у Benidorm Fest 2024, пісенному фестивалі, організованому RTVE для відбору заявки Іспанії на Пісенний конкурс Євробачення. Національний відбір відбувся в Palau Municipal d'Esports l'Illa de Benidorm у Бенідормі, Валенсія. Шістнадцятьпісень змагалися у трьох шоу: двох півфіналах 30 січня та 1 лютого та фіналу 3 лютого 2024 року. У кожному півфіналі було вісім пісень, чотири з яких проходили до фіналу. Результати кожного шоу визначалися шляхом поєднання публічного голосування та демоскопічного й експертного журі.
«Zorra» виграла перший півфінал зі 149 балами, а згодом перемогла у фіналі зі 156 балами. У півфіналі Nebulossa отримали найбільше балів від експертного журі, тоді як у фіналі — від демоскопічного журі та телеглядачів.

### На Євробаченні
Пісенний конкурс Євробачення 2024 відбувся на Мальме-Арені в Мальме, Швеція, і складався з двох півфіналів, які пройшли 7 і 9 травня відповідно, і фіналу 11 травня 2024 року. Іспанія, як країна «Великої п'ятірки», виступала одразу у фіналі конкурсу. У фіналі Євробачення 2024 Nebulossa виступили під восьмим номером. Пісня «Zorra» посіла 19 місце за результатами голосування журі та здобула від них 19 балів. Глядачі ж віддали Іспанії 11 балів (22 місце). Так, пісня принесла своїй країні загальні 30 балів і підсумкове 22 місце.

Фрагменти виступу на Євробаченні 2024
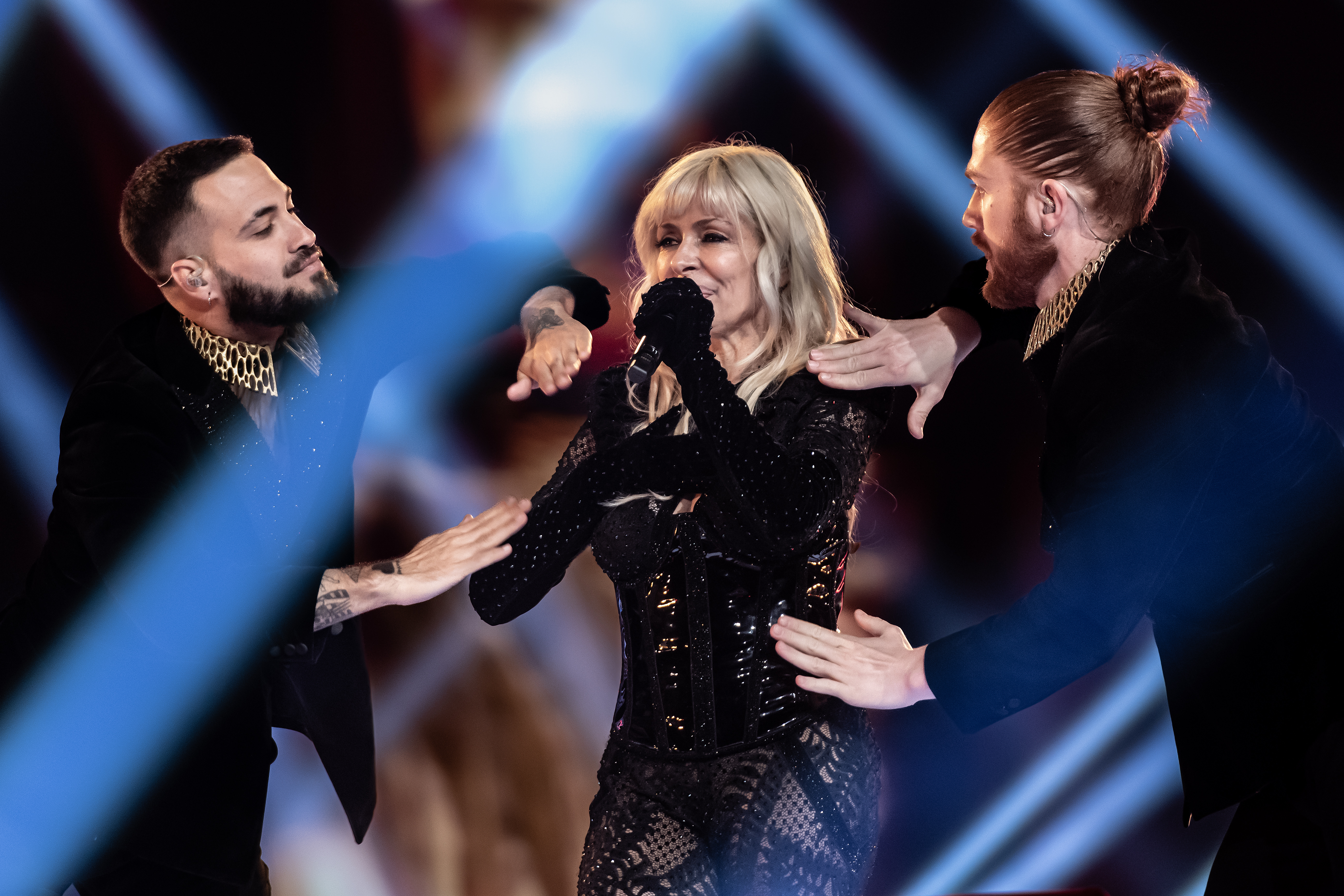
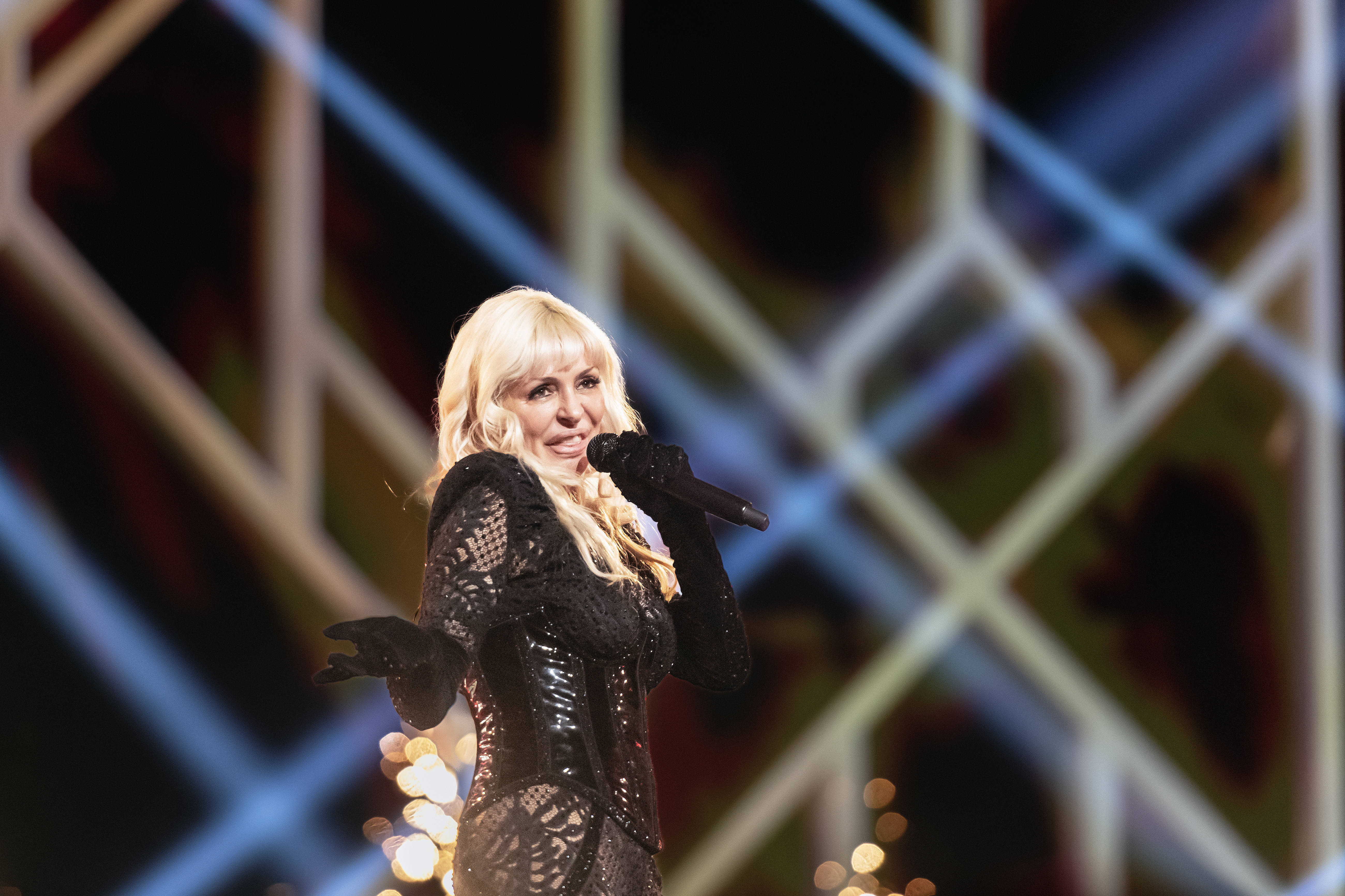
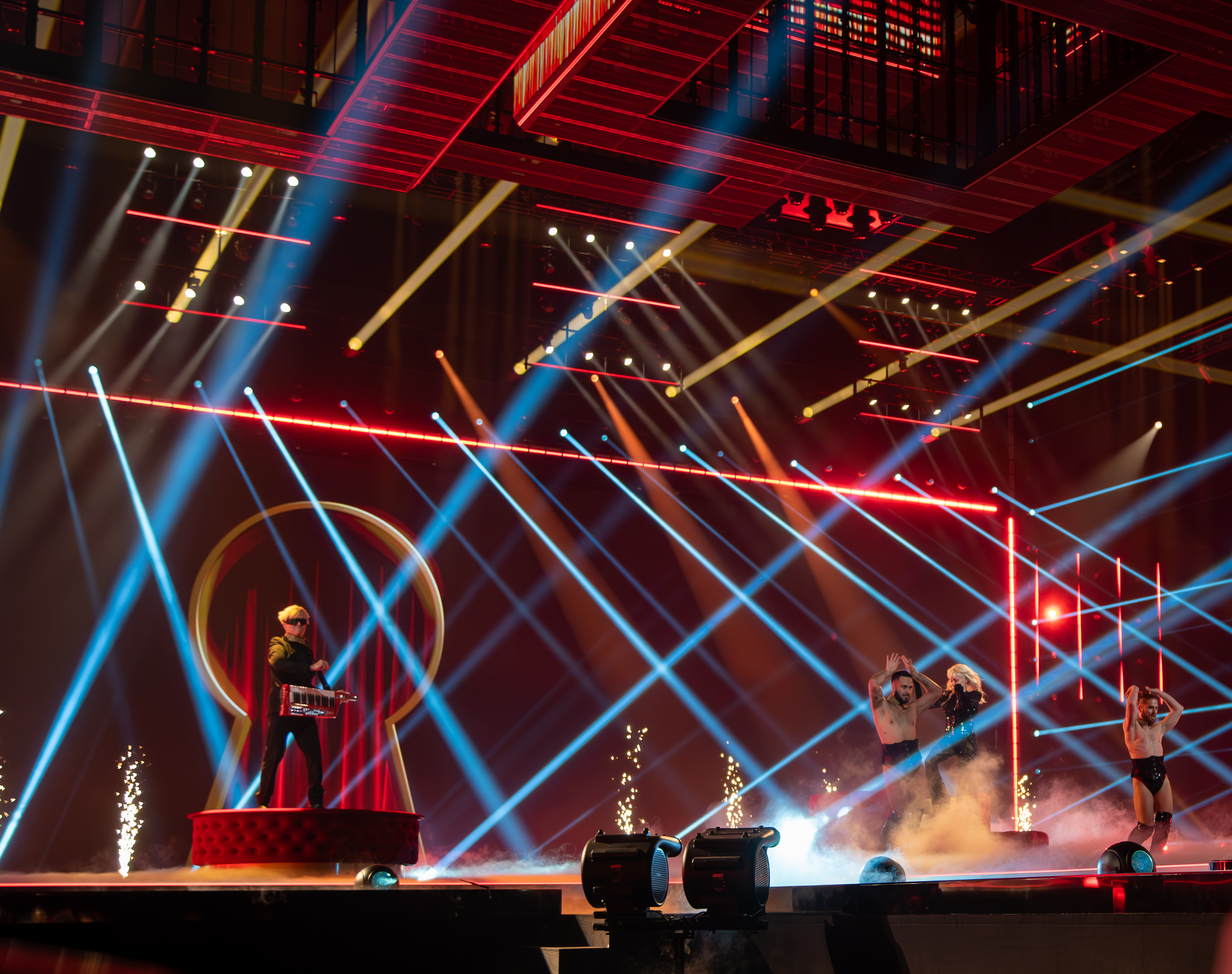
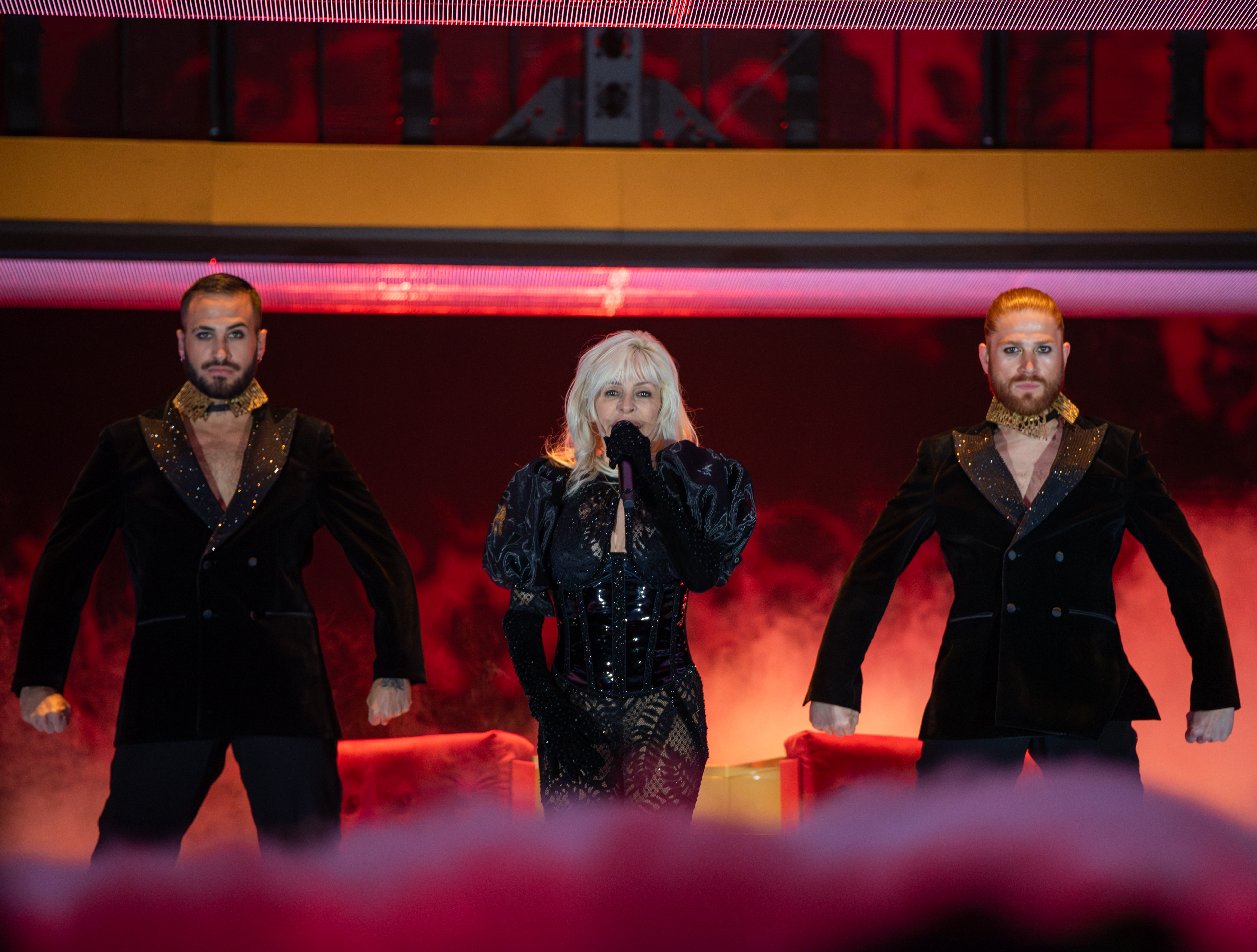
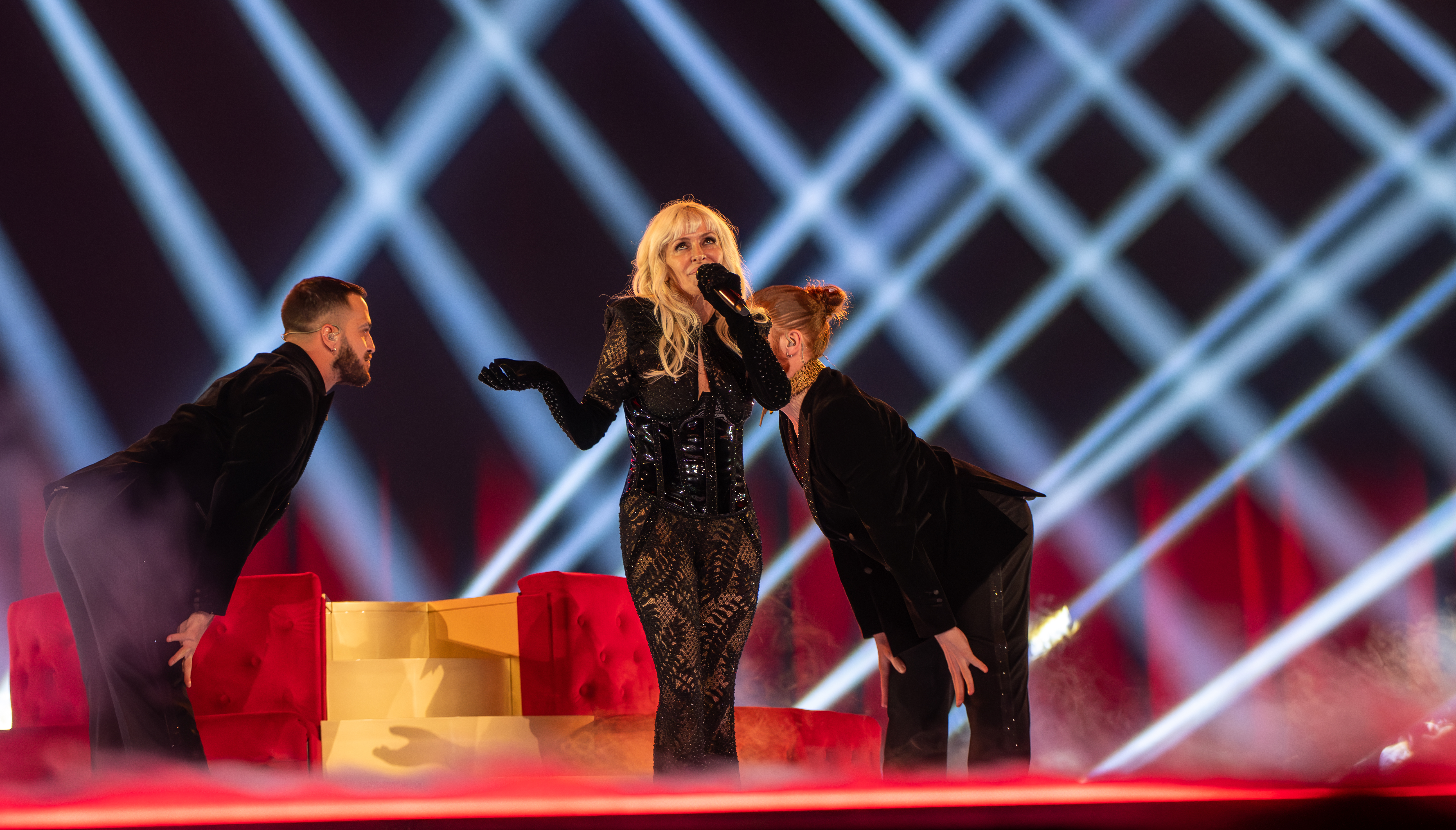
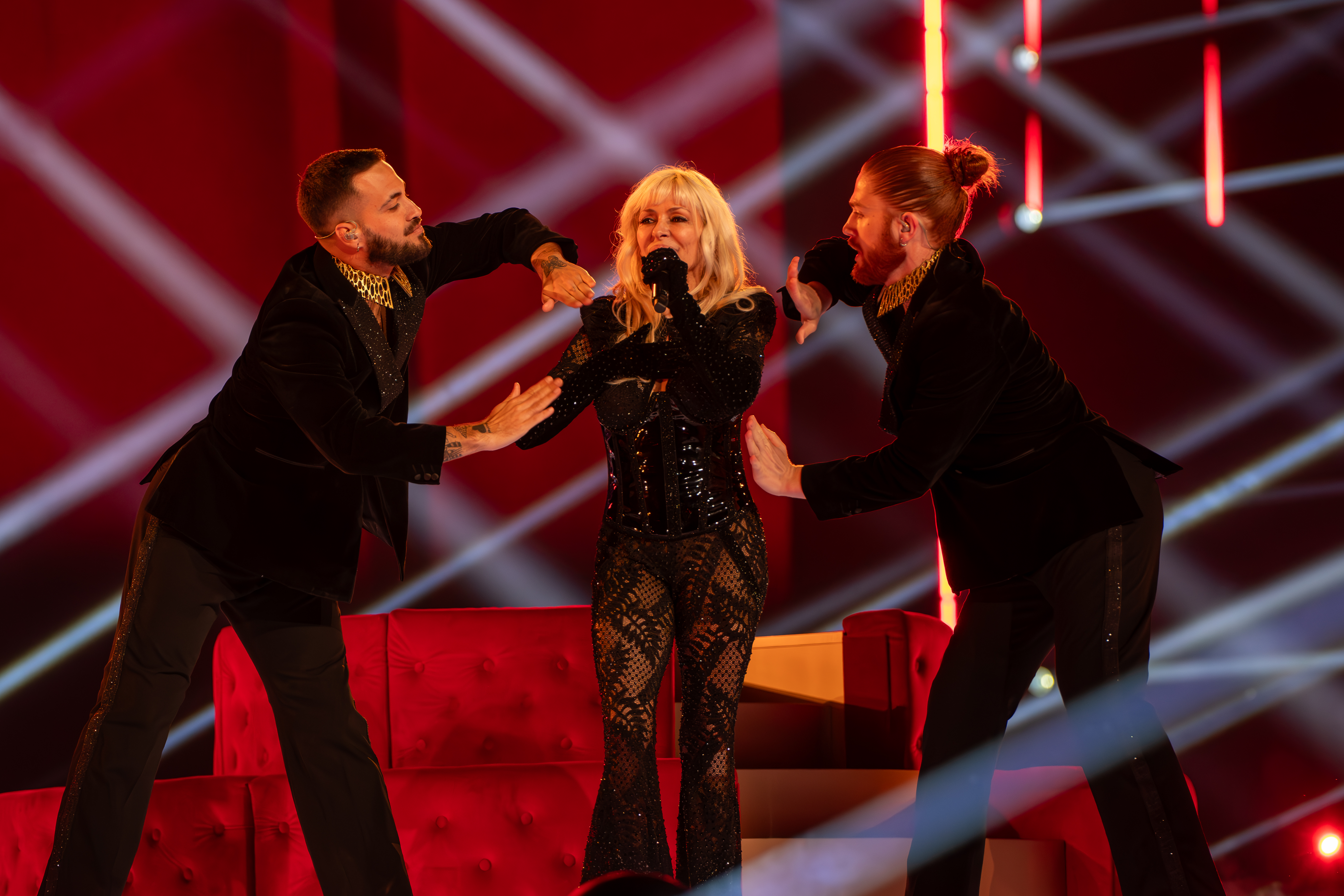
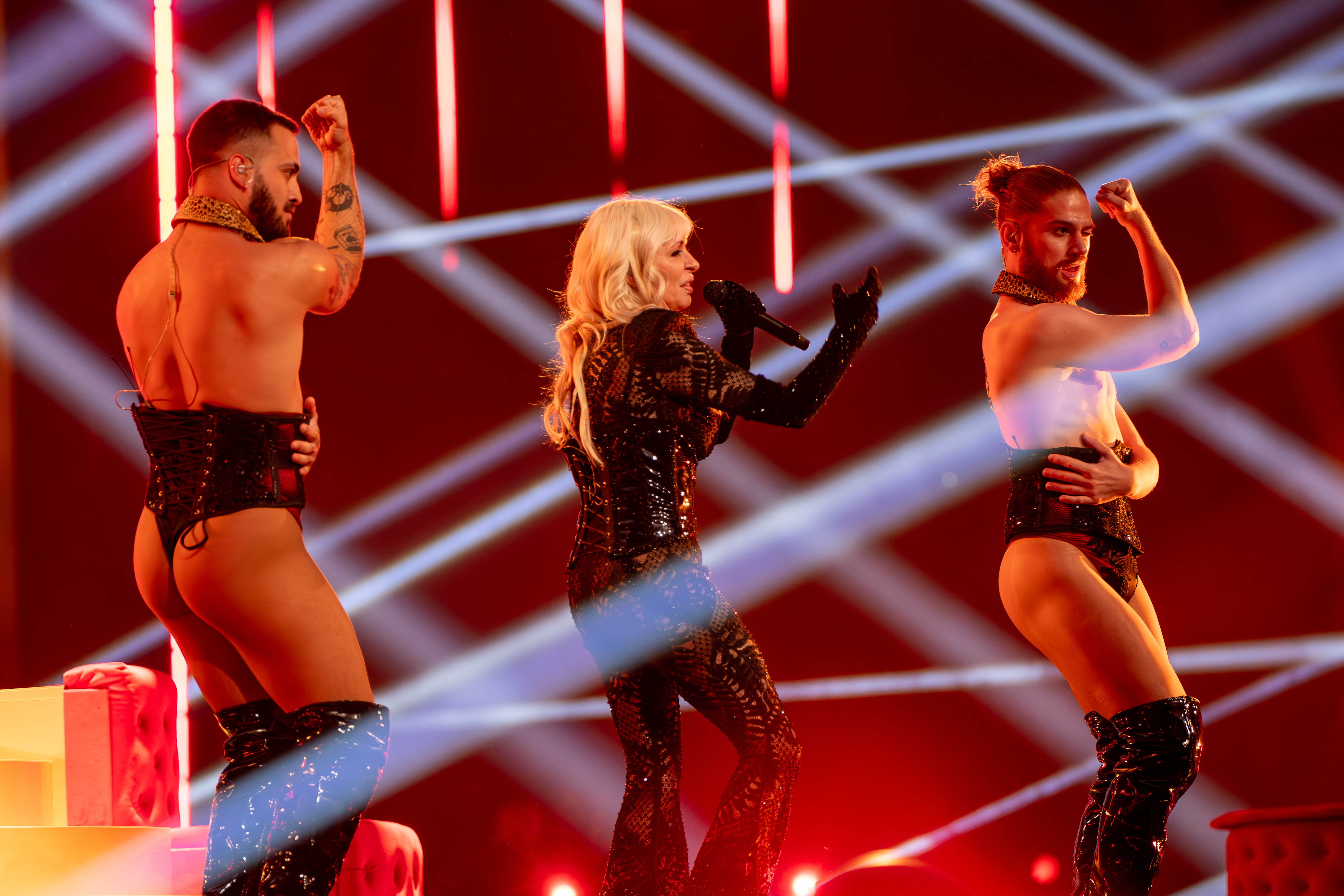
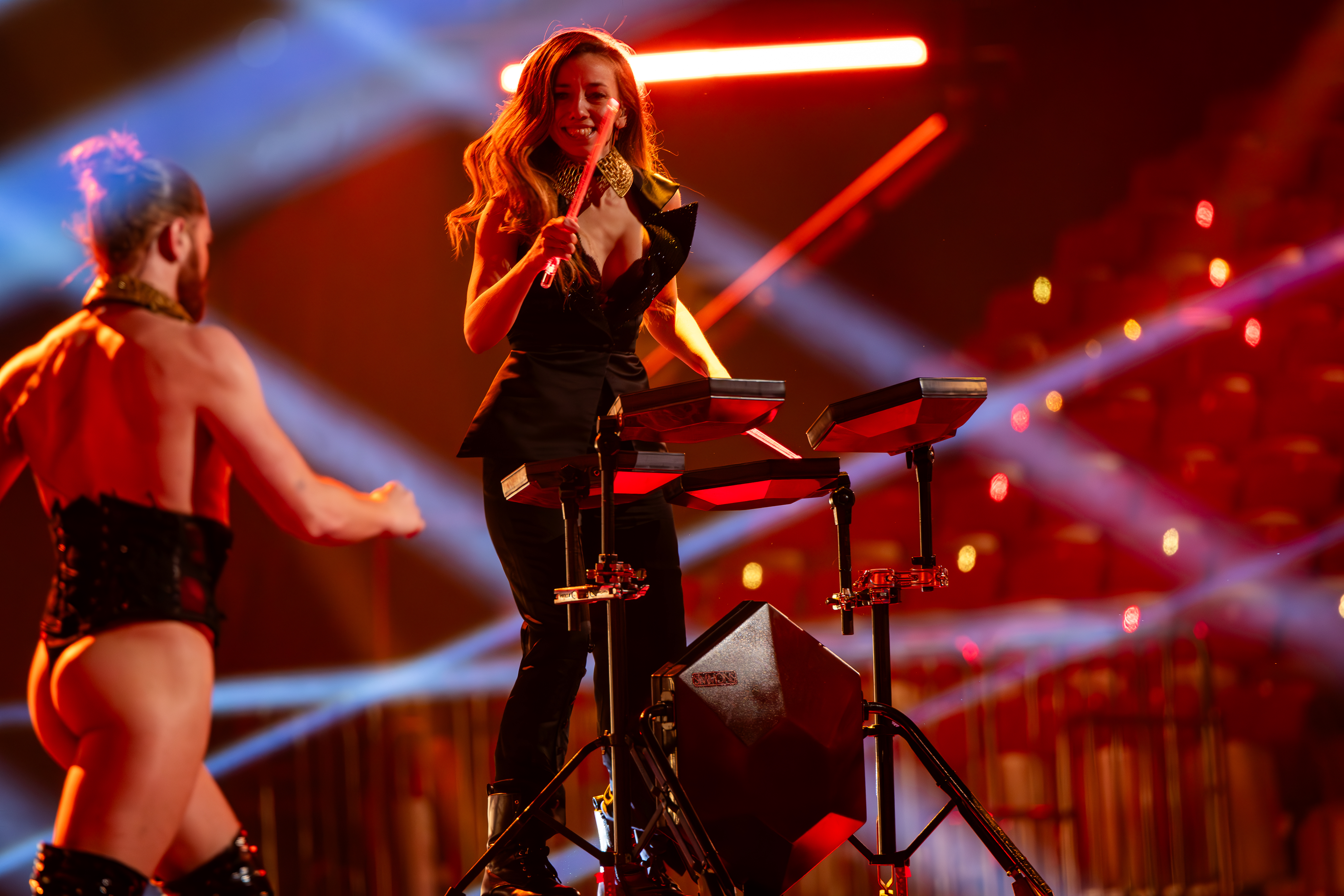
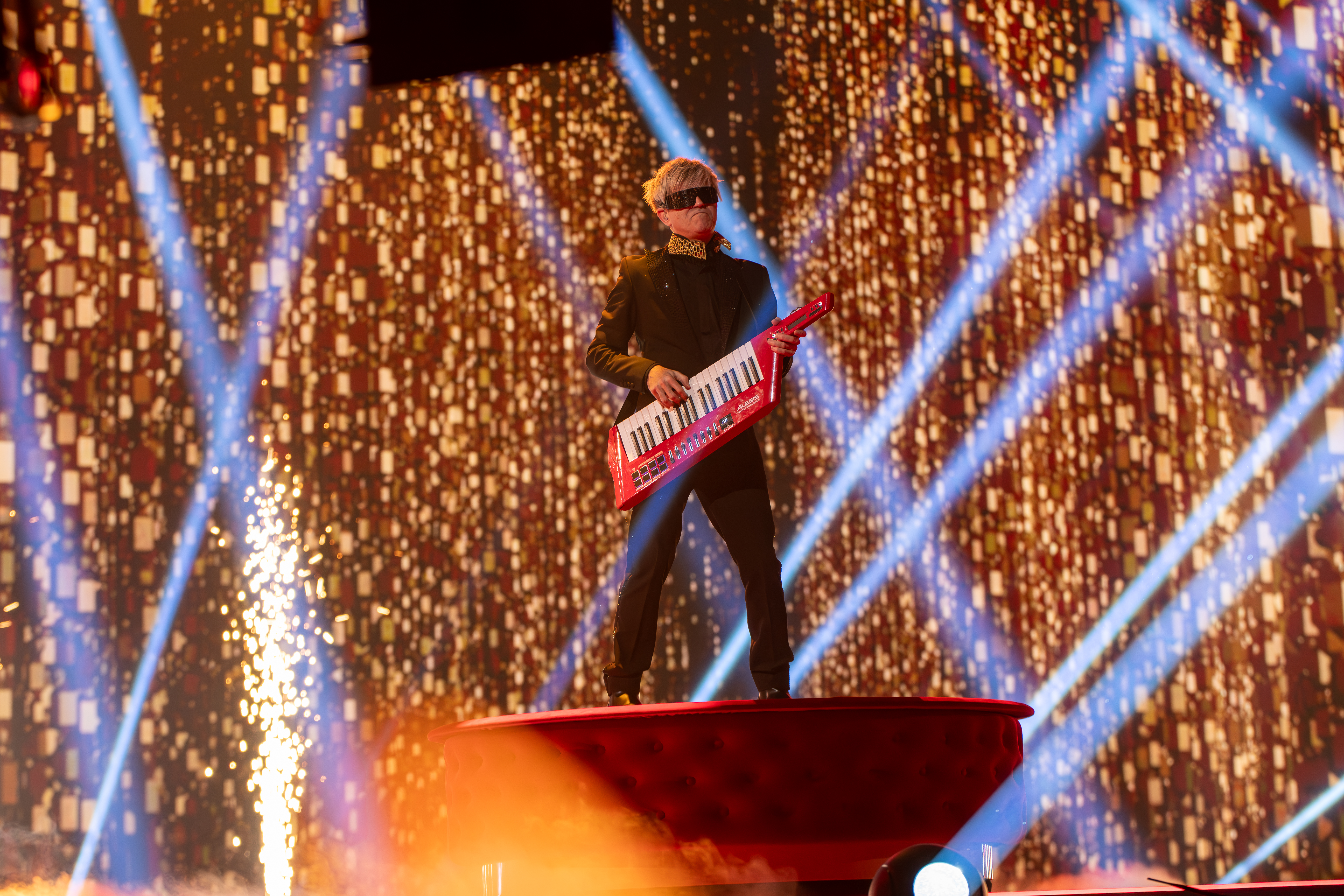
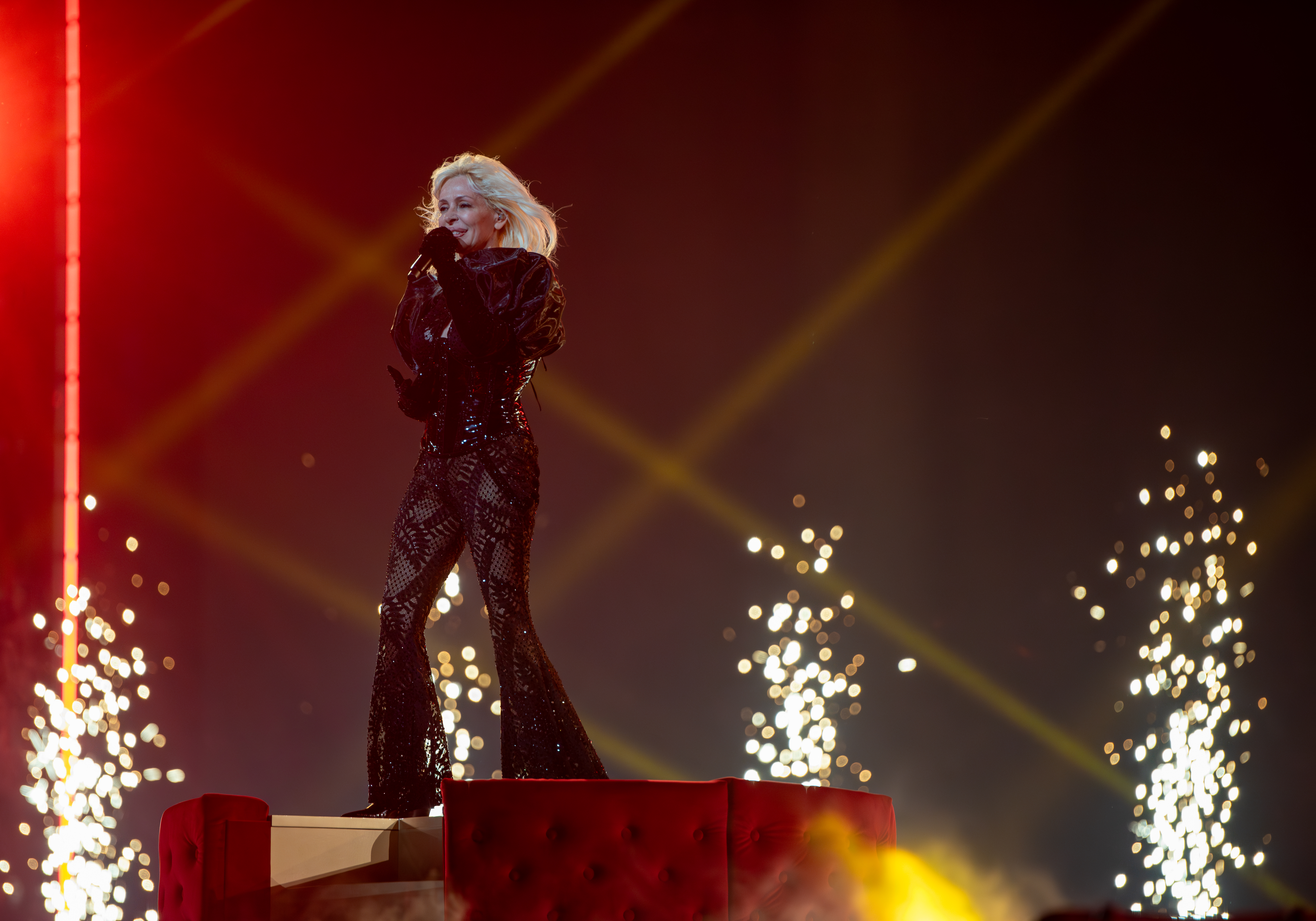

## Чарти
| Чарт                 | Найвища позиція |
| -------------------- | --------------- |
| Іспанія (PROMUSICAE) | 5               |

## Сертифікація
| Регіон               | Сертифікація | Продажів |
| -------------------- | ------------ | -------- |
| Іспанія (PROMUSICAE) | Золота       | 30 000   |